# Ray McCullough
Ray McCullough (Lisburn, 3 juli 1941) is een Noord-Iers voormalig motorcoureur. Hij is eenmalig Grand Prix-winnaar in het wereldkampioenschap wegrace.

## Carrière
McCullough is vooral bekend van zijn deelnames aan het wereldkampioenschap wegrace. In 1966 debuteerde hij tijdens de Ulster Grand Prix in de 250 cc-klasse op een Bultaco en de 350 cc-klasse op een Norton, maar in beide races kwam hij niet aan de finish. In 1967 deed hij tijdens hetzelfde evenement precies hetzelfde. In 1968 reed hij in deze race enkel in de 350 cc-klasse op een Aermacchi en werd hij zevende. In 1969 behaalde McCullough in de 250 cc-race op een Yamaha zijn eerste podiumplaats in de Ulster Grand Prix. Na een jaar afwezigheid keerde hij in 1971 terug in de Ulster Grand Prix; hij reed in de 250 cc op een Yamsel en in de 500 cc op een Seeley. In de 250 cc-race behaalde hij zijn enige Grand Prix-overwinning.
Na 1971 was de Ulster Grand Prix geen onderdeel meer van de WK-kalender en reed McCullough niet meer in dit kampioenschap. Hij bleef wel deelnemen aan deze races en behaalde nog zes overwinningen, allemaal op een Yamaha. Hij won de 350 cc-klasse in 1975, 1976, 1980 en 1982 en won ook de 250 cc-races in 1976 en 1979. Ook behaalde hij drie zeges in de North West 200. In 1974 won hij de 250 cc-klasse op een Yamsel, terwijl hij in 1976 en 1977 de 350 cc-klasse voor Yamaha won. In dit laatste jaar deelde hij de overwinning met Tony Rutter.
Naast zijn carrière als motorcoureur was McCullough ook betrokken bij het motorsportprogramma van de Queen's Universiteit van Belfast. Samen met Prof. Dr. Gordon Blair van het Mechanical Engineering Department van Queen's ontwikkelde hij in de jaren vijftig, zestig en zeventig eencilindertweetaktmotoren van 500 en 250 cc onder de namen QUB en QUB-Seeley. Deze motoren werden ingebouwd in motorfietsen van de merken Seeley en Greeves. Op deze motorfietsen won McCullough zeventien races in de jaren '70. In totaal behaalde hij gedurende zijn carrière 175 overwinningen.